# Меликов, Владимир Арсеньевич
Владимир Арсеньевич Меликов (1897—1946) — советский военный деятель, военный историк и теоретик, доктор военных наук, генерал-майор (1940).

## Биография
Родился 16 апреля 1897 года в Москве. Из мещан. В 1917 году окончил реальное училище. В Русскую императорскую армию вступил вольноопределяющимся. Участник Первой мировой войны.
В ноябре 1917 года вступил в Красную гвардию, где командовал отрядом. В феврале 1918 года одним из первых добровольно вступил в Красную Армию. Участвовал в Гражданской войне. С февраля 1918 года — командир стрелкового полка. Был помощником командующего 3-й армией Украинского фронта. С октября 1918 года служил во Всероссийском главном штабе, затем был помощником начальника Полевого штаба РВСР по оперативной части. В 1920 году участвовал в Советско-польской войне на Западном фронте, будучи с июня 1920 года в должности помощника командующего 4-й армией. С 28 июля по 6 августа 1920 года временно исполнял обязанности командующего 4-й армией. В октябре-ноябре 1920 года — начальник 13-й стрелковой дивизии на Южном фронте, с которой воевал в Северной Таврии против войск Русской армии генерала П. Н. Врангеля.
В 1920 году зачислен слушателем в Академию Генерального штаба РККА. В 1921 году принят в РКП(б). В 1923 окончил академию, после чего проходил стажировку на штабных должностях. 15 апреля 1924 назначен начальником воссозданного военно-исторического отдела Штаба РККА, две части которого возглавили Н. Е. Какурин и П. В. Черкасов. С 1925 года служил помощником начальника Управления по исследованию и использованию опыта войн в Штабе РККА.

…Меликов, выступая на заседании ученой коллегии 5 мая 1924 года, подчеркнул, что военно-историческому отделу необходимо сосредоточить внимание «на исследовательских работах, монографиях, строго разработанных по архивным материалам». Вместе с тем он отметил, что целесообразно «дополнить и переработать изданные очерки по мировой войне, отметив политические моменты, влиявшие на ход военных действий, а также приступить к составлению стратегических очерков по гражданской войне, описав в первую очередь западные пограничные фронты».— М. В. Захаров «Генеральный штаб в предвоенные годы»
С 1926 года — в адъюнктуре при Военной академии РККА имени М. В. Фрунзе, которую окончил в 1928 году и перешёл на службу преподавателем основного факультета. В 1934 году был назначен начальником кафедры истории Гражданской войны, а в 1936 году — начальником кафедры военной истории. В 1938 году назначен переведён начальником кафедры военной истории воссозданной Академии Генерального штаба РККА. Впоследствии ему было присвоено звание профессора академии. Защитил докторскую диссертацию, получил степень доктора военных наук.
Арестован 18 января 1942 года по обвинению в ведении контрреволюционной пропаганды. Следствие вменяло ему дружбу и антисоветские разговоры с М. Н. Тухачевским, А. И. Егоровым, Я. И. Алкснисом, клевету на руководителей ВКП(б) и Советского правительства, критику с враждебных позиций мероприятий по укреплению обороны страны и построения Красной Армии, восхваление германской армии. Меликов признавал ведение антисоветских разговоров, но категорически отвергал попытки обвинить его в участии в антисоветском заговоре.
Умер в тюрьме во время следствия в 1946 году. Реабилитирован в 1953.

## Труды
- Война с белополяками, 1920 г. (недоступная ссылка) (в соавт. с Н. Е. Какуриным). — М., 1925.
- Марна, Висла, Смирна. — М., 1928.; 2-е изд., испр. — М., 1938.
- Взаимодействие Западного и Юго-Западного фронтов и бои в районе Варшавы и Львова в 1920 году. — М., 1938.
- Героическая оборона Царицына. 2-е изд. — М., 1940.
- Марнское сражение в 1914 году. — Москва: Учебный отдел Академии Генерального штаба РККА, 1938.
- Проблема стратегического развертывания по опыту мировой и гражданской войн. — М., 1935.
- Сражение на Висле в свете опыта майско-августовской кампании 1920 года. — Москва, 1931.
- Сталинский план разгрома Деникина. — Москва: Воениздат, 1938.
- Стратегическое развёртывание. — М., 1939.

## Мнения и оценки
Очень сильным оказался в академии и состав военных историков. Они умели строить свои лекции таким образом, что слушателям была ясно видна не только общая линия развития армий и способов военных действий, но и то, что с пользой можно взять из прошлого для современности. Особенно выделялся в этом отношении В. А. Меликов, читавший историю Первой мировой войны и буквально влюбленный в неё. Иногда он увлекался настолько, что сядет, бывало, лицом к схемам, развешанным на стойках, и ведет свой интересный, красочный рассказ, повернувшись спиной к слушателям. Звенел звонок на перерыв, а лекция продолжалась. Даже завзятые курильщики не покидали своих мест. Только когда в классе появлялся другой преподаватель, мы отрывались наконец от битвы на Марне или драматических событий в Августовских лесах. — С. М. Штеменко, слушатель Академии Генерального штаба РККА в 1938-1940 гг., из книги воспоминаний «Генеральный штаб в годы войны. В дни огорчений и побед»

## Воинские звания
- Комбриг (5.12.1935[9])
- Комдив (22.02.1938[9])
- Генерал-майор (4.06.1940[10])

## Награды
- Орден Красного Знамени (1920[3])
- Орден Красной Звезды (15.01.1934[5])
- Медаль «XX лет Рабоче-Крестьянской Красной Армии» (22.02.1938)